# Adesmia araujoi
Adesmia araujoi är en ärtväxtart som beskrevs av Arturo Erhardo Erardo Burkart. Adesmia araujoi ingår i släktet Adesmia och familjen ärtväxter. Inga underarter finns listade i Catalogue of Life.